# Dunlap (Kansas)
Dunlap es una ciudad ubicada en el de condado de Morris en el estado estadounidense de Kansas. En el año 2010 tenía una población de 41 habitantes y una densidad poblacional de 50 personas por km².

## Geografía
Dunlap se encuentra ubicada en las coordenadas 38°34′33″N 96°21′58″O / 38.57583, -96.36611 (38.575818, -96.366117).

## Demografía
Según la Oficina del Censo en 2000 los ingresos medios por hogar en la localidad eran de $42,500 y los ingresos medios por familia eran $42,500. Los hombres tenían unos ingresos medios de $43,750 frente a los $22,083 para las mujeres. La renta per cápita para la localidad era de $12,939. Alrededor del 6.3% de la población estaban por debajo del umbral de pobreza.